# Leptocera neocurvinervis
Leptocera neocurvinervis är en tvåvingeart som beskrevs av Richards 1931. Leptocera neocurvinervis ingår i släktet Leptocera och familjen hoppflugor. Inga underarter finns listade i Catalogue of Life.